# Ortaköy, Koyulhisar
Ortaköy là một xã thuộc huyện Koyulhisar, tỉnh Sivas, Thổ Nhĩ Kỳ. Dân số thời điểm năm 2011 là 283 người.